# Hôpital militaire de Mulhouse
L'hôpital militaire de Mulhouse est un hôpital de campagne de type « élément militaire de réanimation » (EMR) construit en mars 2020 à Mulhouse par le Service de santé des armées et le régiment médical de l'Armée de terre française. Son déploiement est annoncé par le président de la République, Emmanuel Macron, dans le cadre de la pandémie de Covid-19 en France, afin de désengorger l'hôpital de Mulhouse.

## Conception
Lors de son allocution du 16 mars 2020, le président Emmanuel Macron annonce le déploiement d'un hôpital militaire de campagne à Mulhouse, afin de soulager et désengorger l'hôpital de la ville en manque de lits en service de réanimation à cause de l'afflux de malades,. L’hôpital est érigé en huit jours par le régiment médical sur le parking de l'hôpital Émile-Muller de Mulhouse.
Il est composé de trente lits de réanimation, ceux-ci sont réservés aux malades en état grave et sous assistance respiratoire en phase d’amélioration. Quatre-vingt-trois soignants du Service de santé des armées (médecins, anesthésistes, réanimateurs, infirmiers, anesthésistes-réanimateurs, épidémiologistes et aides-soignants), venus des hôpitaux d'instruction des armées, y sont mobilisés. Son commandement est confié au médecin général inspecteur Jacques Escarment (d), anesthésiste-réanimateur (et spécialiste du sauvetage au combat et de la préparation opérationnelle des équipes médicales partant en opérations extérieures), spécialement rappelé de la deuxième section des officiers généraux,.

## Historique
Son déploiement par le Régiment médical nécessite un convoi de 16 camions à partir du 21 mars 2020.
L’établissement reçoit son premier patient atteint du Covid-19 le 24 mars 2020,.
Le président Emmanuel Macron se rend sur place le 25 mars 2020 et y annonce une série du nouvelles mesures afin de lutter contre la pandémie de maladie à coronavirus en France, dont la multiplication de tests et le déclenchement de l'opération Résilience,.
La directrice centrale du Service de santé des armées, Maryline Gygax Généro, se rend sur place le 29 mars 2020.
Début avril, dix-sept personnels soignants sont affectés à l'hôpital.
Vendredi 17 avril 2020, une travée de dix lits est démantelée en raison de l'amélioration de la situation et peuvent dès lors être affectés à des besoins plus prégnants que ceux qui existent à Mulhouse. À cette date, un total de quarante-six patients y ont été soignés,.
Le dernier patient quitte l'hôpital le 7 mai 2020.
Le 16 et 17 mai, les installations sont démontées et désinfectées.